# طرخون
با ترخان اشتباه نشود.
طَرخون  (درگذشته به سال ۷۱۰ میلادی) از فرمانروایان سغدی (اخشید) شهر سمرقند بود که بین سال‌های ۷۰۵ تا ۷۱۰ میلادی، هرچند با قطعیت کمتر بین ۷۰۷ تا ۷۱۰، فرمانروایی می‌کرد. او پس از دریافت خبر فتح بخارا توسط سردار اموی، قتیبه بن مسلم، در سال ۷۰۹، فرستادگانی را نزد وی فرستاد و حکومت خلافت اموی را پذیرفت. حتی دو پسر او به عنوان گروگان به دربار اموی فرستاده شدند.
با این حال، تنها یک سال بعد، به دلیل سیاست طرفداری‌اش از مسلمانان، مردم محل علیه او شوریدند و طرخون را برکنار کردند و شاهزاده دیگری به نام غورک جایگزین او شد. غورک، طرخون را زندانی کرد و او اندکی بعد خودکشی کرد. با این حال، دو پسر طرخون توانستند به دربار دیواشتیچ، حاکم دیگر سغدی در پنج‌کند، فرار کنند و در آنجا با عزت مورد پذیرایی قرار گرفتند.
به فرمانروایی رسیدن طرخون در تواریخ چینی موسوم به «تانگ هوی‌یائو» ذکر شده‌است: «در سال‌های شِـن‌لونگ (۷۰۵–۷۰۷)، نینیه‌شی‌شی [مستیچ‌اونش (۶۹۸-۷۰۰)] درگذشت و پسرش طرخون به جای او بر تخت نشست.» همچنین در «کتاب جدید تانگ» آمده‌است: «پس از مرگ او، مستیچ‌اوناش جانشینش شد. پس از مرگ مستیچ‌اوناش، مردم طرخون را به عنوان پادشاه انتخاب کردند.»